# Zemendorf-Stöttera
Zemendorf-Stöttera är en kommun i Österrike. Den ligger i distriktet Mattersburg i förbundslandet Burgenland, i den östra delen av landet, 50 km söder om huvudstaden Wien.
Kommunen består av två orter (Ortschaften) (inom parentes invånarantal 1 januari 2024):
- Stöttera (543)
- Zemendorf (747)